# SR-71 (группа)
SR-71 — американская рок-группа, сформированная в 1998 году в Балтиморе, штат Мэриленд. До заключения контракта с RCA Records группа носила название «Honor Among Thieves», завоевав определённую популярность в Балтиморе. К самым известным их творениям относятся: сингл 2000 года «Right Now», сингл «Tomorrow» (2002), а также SR-71 известны как авторы первоначального варианта песни-хита группы Bowling For Soup — «1985». Как «Honor Among Thieves», квартет создал альбом под названием «Grow». Две песни из этого альбома в конечном итоге были включены в  дебютный альбом SR-71, «Now You See Inside».
Название группы пошло от наименования одного из достижений американской военной технологии — Lockheed SR-71, сверхзвукового разведывательного самолета ВВС США.
С 2007 года, группа официально находится в статусе «перерыв на неопределенное время», после релиза своего последнего альбома «Here We Go Again» в 2004 году. Творческая деятельность команды сейчас, в основном, выражается в работе вокалиста/гитариста SR-71 Митча Алана над соло-проектом.

## Дискография
| Год выхода | Альбом                                                            | Место в чартах США | Продажи в США |
| ---------- | ----------------------------------------------------------------- | ------------------ | ------------- |
| 2000       | Now You See Inside - Дата: 20 июня 2000 года - Лейбл: RCA Records | 81                 | Золотой диск  |
| 2002       | Tomorrow - Дата: - Лейбл: RCA Records                             | 138                |               |
| 2004       | Here We Go Again - Дата: 4 мая 2004 года - Лейбл: Crown Japan     |                    |               |

## Состав группы
- Алан Митч (Mitch Allan) — основной вокал, гитара (в группе с 1998 года)
- Пэт Демент (Pat DeMent) — гитара, вокал (в группе с 2003 года)
- Майк Руокко (Mike Ruocco) — бас-гитара, вокал (в группе с 2003 года)
- Джон Аллен (John Allen) — ударные, вокал (с 2002 года в группе)